# Abbotsford Canucks
Die Abbotsford Canucks sind ein kanadisches Eishockeyfranchise aus Abbotsford in der Provinz British Columbia, das seit der Saison 2021/22 in der American Hockey League (AHL) spielt. Es fungiert als Farmteam der namensgebenden Vancouver Canucks aus der National Hockey League (NHL) und trägt seine Heimspiele im Abbotsford Centre aus.

## Geschichte
Das Franchise, dessen Geschichte bis 1926 zurückreicht, wurde bereits im Jahre 2013 von Canucks Sports & Entertainment gekauft. Das Unternehmen, dem auch die in der National Hockey League (NHL) spielenden Vancouver Canucks gehören, erwarb die damaligen Peoria Rivermen der American Hockey League (AHL) mit dem Plan, ein Farmteam für das NHL-Team in der Nähe von Vancouver anzusiedeln. In Abbotsford spielten zu diesem Zeitpunkt noch die Abbotsford Heat als Farmteam der Calgary Flames, sodass man die Peoria Rivermen vorerst noch weiter gen Osten nach Utica im Bundesstaat New York verlegte. Dort spielten die Utica Comets in der Folge von 2013 bis 2021 als räumlich deutlich getrenntes Farmteam der Vancouver Canucks, obwohl die Abbotsford Heat die Stadt bereits 2014 verließen. 
Der Umzug nach Abbotsford wurde letztlich im Frühsommer 2021 umgesetzt; parallel dazu wurden die Binghamton Devils nach Utica verlegt. Als zweites Franchise unter diesem Namen fungieren die Utica Comets nun als Farmteam der New Jersey Devils. Im Juli 2021 wurden der Name „Abbotsford Canucks“ sowie das Logo und die Teamfarben veröffentlicht. Heimspielstätte der Canucks ist das 2009 eröffnete Abbotsford Centre. Erster General Manager des Teams wurde Ryan Johnson, der das Franchise ebenso bereits in Utica betreute wie der erste Cheftrainer Trent Cull.
Im Juni 2025 erreichten die Abbotsford Canucks zum ersten Mal in ihrer Franchise-Geschichte das Finale um den Calder Cup, nachdem sie die Texas Stars in sechs Spielen besiegt hatten. Am 23. Juni 2025 gewann das Franchise seinen ersten Calder Cup durch einen Sieg über die Charlotte Checkers, ebenfalls in sechs Spielen.

## Cheftrainer
- Trent Cull 2021–2022
- Jeremy Colliton 2022–2024
- Manny Malhotra seit 2024